# Batalha de Pavia
A Batalha de Pavia, ocorrida na manhã de 24 de fevereiro de 1525, foi um acontecimento decisivo para a Guerra Italiana de 1521-1526. O exército Habsburgo, sob o comando nominal de Carlos de Lannoy (e trabalhando em conjunto com a guarnição de Pavia, comandada por Antonio de Levya) atacou os franceses sob o comando pessoal do rei Francisco I no grande campo de Mirabello , no lado externo dos muros da cidade.
Em quatro horas de lutas, o exército francês foi dividido e derrotado fragrorosamente. Os franceses tiveram baixas elevadas, que incluíam muitos dos principais nobres de França. O próprio Rei Francisco I foi capturado pelas tropas inimigas, e levado preso ao seu contendor, o imperador Carlos V, e forçado a assinar o humilhante Tratado de Madri, em que cedia territórios significantes ao adversário.

## Prelúdio
Os franceses, tendo a possessão da Lombardia deste o começo da Guerra Italiana de 1521-1526, foram forçados a abandoná-la depois de sua derrota na Batalha de Bicocca em 1522. Determinado a recuperá-la, Francisco ordenou a invasáo da região no começo do ano seguinte, sob as ordens de Guillaume Gouffier, Senhor de Bonnivet; mas este foi derrotado pelas tropas imperiais na Batalha de Sesia e forçados a retirarem-se para a França.
Carlos de Lannoy lançou uma invasão da Provença, que estava sob o comando de Fernando de Ávalos, Marquês de Pescara, e de Carlos III, Duque de Bourbon (que havia recentemente traído Francisco, pois este lhe retirava os domínios, e aliara-se ao Imperador). Embora inicialmente tivesse sucesso, a ofensiva imperial perdeu valioso tempo durante o Cerco de Marselha e foi forçado a bater em retirada para a Itália com a chegada em Avinhão de Francisco I e o grosso do exército.
Em meados de outubro de 1524 o rei franco cruzou os Alpes e avançou sobre Milão, ele próprio ao comando de um exército que somava mais de quarenta mil homens. Bourbon e de Ávalos, cujas tropas ainda não haviam se recuperado da campanha em Provença, não estava em condições para oferecer nenhuma resistência séria. O exército francês movia-se em muitas colunas, ignorando as tentativas imperiais de conter seu avanço, mas sem levar o corpo principal para o combate. A este tempo, Carlos de Lannoy, que conseguira juntar cerca de dezesseis mil homens para resistirem aos trinta e três mil das tropas francesas em Milão, decidiu que a cidade não poderia ser defendida e ordenou a retirada para Lodi em 26 de outubro. Tendo entrado em Milão e instalado Luís II de La Trémoille como seu governador, Francisco (pressionado por Bonnivet e contrariando o conselho dos seus demais velhos comandantes, que defendiam uma vigorosa perseguição as tropas de Lannoy em retirada) avançou para Pavia, onde Antonio de Leyva permanecia com uma considerável guarnição imperial.

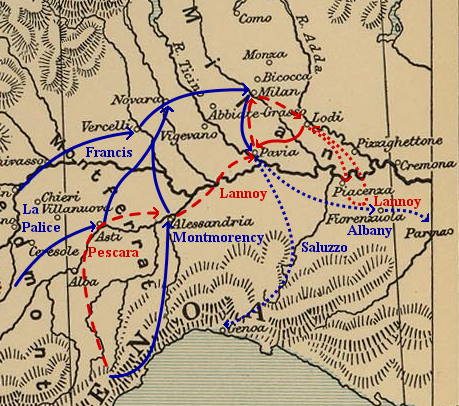
Avanço galo na Lombardia e a campanha de Pavia de 1524-25. Os movimentos franceses se mostram em azul e os imperiais em vermelho.

O grosso das tropas francesas chegou a Pavia nos últimos dias de outubro. A 2 de novembro, Montmorency tinha cruzado o rio Ticino e investiu contra a cidade pelo sul, completando seu cerco. Lá dentro havia um contingente de aproximadamente nove mil soldados, principalmente mercenários que Leyva só conseguiu pagar derretendo a prata das igrejas. Um período de escaramuças e bombardeios de artilharia se seguiu, e em meados de novembro várias aberturas foram abertas no muro. Em 21 de novembro, Francisco I tentou uma incursão na cidade, através de duas dessas aberturas, mas desistiu depois de pesadas baixas; impedido de maiores arroubos por causa da chuva e escassez de pólvora, o francês decidiu que a fome grassasse entre os defensores da cidade.
No começo de dezembro, uma força espanhola comandada por Hugo de Moncada aportava próximo a Gênova, com a intenção de interferir num conflito entre as facções pró-Valois e pró-Habsburgo da cidade. Francisco então despachou sua maior tropa, ao comando do Marquês de Saluzzo, para os interceptar. Confrontados pelo maior contingente das tropas francesas, e sem poder contar com apoio naval com a chegada de uma frota francesa comandada por Andrea Doria, as tropas espanholas se renderam. Francisco então assinou um acordo secreto com o papa Clemente VII, para que este não apoiasse Carlos I em troca de sua ajuda na conquista de Nápoles. Novamente contrariando seus conselheiros militares, Francisco destacou um grande contingente de suas forças sob comando de John Stewart, Duque de Albany, e as enviou rumo sul para ajudar ao Papa. Lannoy tratou de interceptar a expedição de Stewart perto de Fiorenzuola, mas sofreu severas baixas e viu-se forçado a voltar a Lodi por causa da intervenção dos temidos Bandos Negros – segundo muitos autores os melhores mercenários italianos do momento — de Giovanni de Médicis, que acabaram por entrar no conflito ao serviço dos franceses por iniciativa do Papa, primo da mãe de Giovanni, também da família Médicis. Ato contínuo, o Condottiero Giovanni dirigiu-se a Pavia com reservas de pólvora, reunidas pelo Duque de Ferrara; naquele momento as posições francesas viram-se debilitadas com a partida de cerca de cinco mil grisões, mercenários, que regressaram aos seus cantões para defendê-los de iminente ataque de lansquenetes.
Em janeiro de 1525, doze mil lansquenês chegaram, sob comando de Georg von Frundsberg, para alívio de Lannoy, que reacendeu a ofensiva. Ávalos capturou a posição francesa em San Angelo, cortando a comunicação entre Pavia e Milão, enquanto uma coluna à parte de lansquenês avançava em Belgiojoso e, apesar de retê-los brevemente um ataque liderado por Médicis e por Bonnivet, ocuparam a cidade. Em 2 de fevereiro Lannoy havia chegado a poucos quilômetros de Pavia. Francisco havia levantado o acampamento com o grosso de seu exército no grande campo amuralhado de Mirabello , fora dos muros da cidade, entre a guarnição de Levya e o exército auxiliar que vinha a caminho. No correr de fevereiro as tropas de Levya continuaram hostilizando os sitiantes. Médicis foi seriamente ferido e se retirou para Piacenza para recuperar-se, forçando Francisco a trasladar grande parte de sua guarnição em Milão para suprir a falta dos Bandos Negros; assim, essas escaramuças tiveram efeito quase nulo no resultado final da batalha. A 21 de fevereiro os comandantes imperiais, com escassas provisões e crendo equivocadamente ser inferiores em número aos franceses, decidiram lançar um ataque ao castelo de Mirabello, tanto para fazerem boa figura e desmoralizar os franceses, como para poderem se retirar com certa segurança.

## A batalha

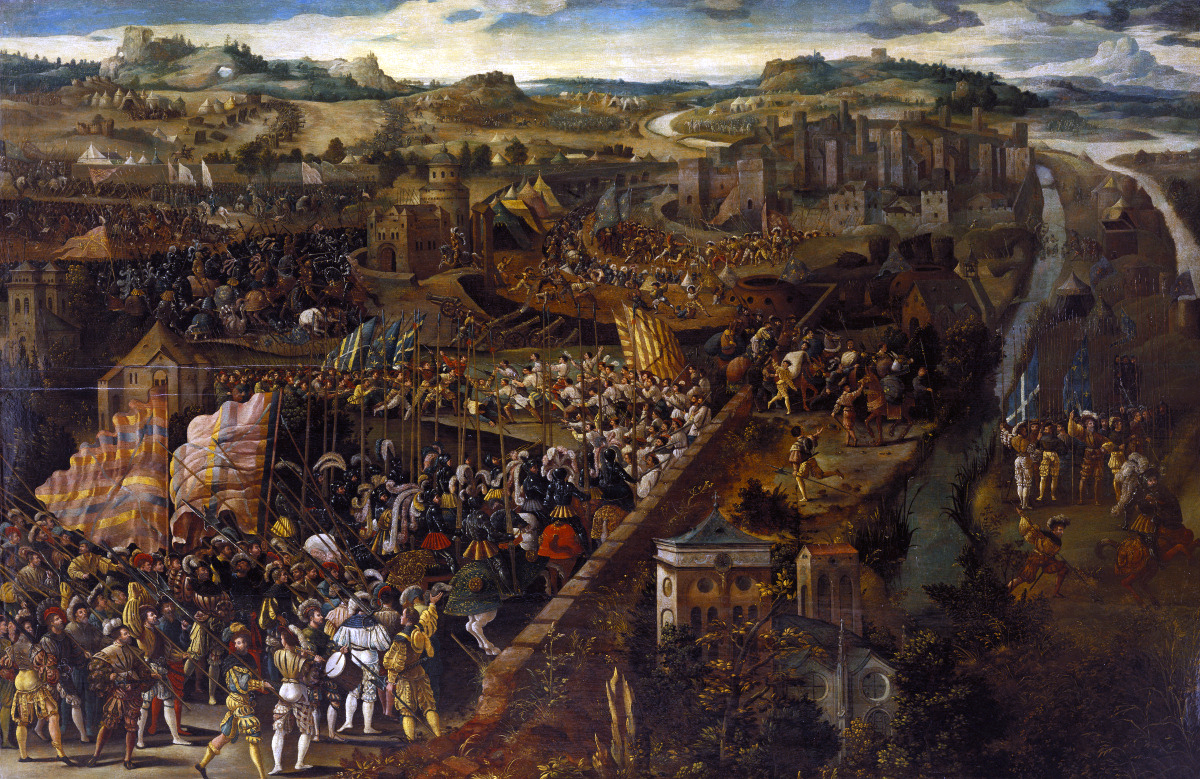
Batalha de Pavia
Artista flamengo desconhecido
Museu de Arte de Birmingham

### Movimentos no escuro
Na noite de 23 de fevereiro, as tropas imperiais de Carlos de Lannoy saíram das muralhas, enquanto a artilharia imperial distraía os franceses com mais um bombardeio de suas linhas — algo que já era rotineiro durante o longo cerco — e assim ocultar o movimento de Lannoy. Enquanto isso, na madrugada do dia 24, engenheiros imperiais trabalhavam nas muralhas do acampamento francês a fim de abrir passagens, próximo à Porta Pescarina e da aldeia de San Genesio, por onde o exército imperial pudesse atravessar, rapidamente.
Antes de cinco horas da manhã, cerca de três mil arcabuzeiros, sob comando de Alfonso de Ávalos tinham entrado no acampamento e avançavam rapidamento pelo Castelo de Mirabello, onde acreditavam ser o quartel-general dos franceses; simultaneamente, a cavalaria ligeria imperial espalhou-se pelo parque, a fim de interceptar qualquer movimento francês. Enquanto isso, um destacamento da cavalaria francesa, comandado por Charles Tiercelin, recontrou-se com a cavalaria imperial, iniciando as escaramuças. Um bloco de piqueiros de mercenários suíços, sob comando de Robert de la Marck moveu-se em seu auxílio, precedendo uma bateria da artilharia espanhola que tinha sido arrastada para o interior do acampamento inimigo. Perderam os arcabuzeiros de De Vasto — que tinham, antes das seis horas e meia, emergido dos bosques próximos ao castelo e rapidamente o invadido — pois estes num infeliz acaso encontraram com seis mil lanquenês de Georg von Frundsberg. Às sete horas uma batalha em larga escala das infantarias tinha se desenvolvido não muito longe da passagem original.

### Francisco ataca
Uma terceira onda de tropas — as cavalarias pesadas espanholas e imperiais, sob comando do próprio Carlos de Lannoy, e a infantaria sob comando de Ávalos — moveram-se para o interior dos bosques, justamente onde acampava o rei Francisco I. O monarca num primeiro momento não percebera a magnitude do ataque imperial; mas, aproximadamente às sete horas e vinte minutos, de Ávalos avançou contra a bateria francesa de artilharia, que iniciara o fogo contra as linhas espanholas. Isto alertou Francisco, que lançou finalmente uma carga da inteira força de gendarmes contra a imensa cavalaria de Lannoy, dispersando os espanhóis às sete horas e quarenta minutos.
O avanço precipitado de Francisco, entretanto, não apenas colocou suas tropas na linha de fogo da artilharia — impedindo-a, portanto, de agir — como ainda afastou para longe a infantaria francesa, comandada por Richard de la Pole e por François de Lorraine, que comandava os Banda Negra, formados por renegados piqueiros lansquenês, que somavam entre quatro e cinco mil homens bem fortes. De Ávalos, assumindo o comando das tropas espanholas depois que Lannoy tinha acompanhado os embates da cavalaria, reuniu seus homens na extremidade dos bosques e enviara mensageiros a Bourbon, Georg von Frundsberg e De Vasto, pedindo ajuda.
Frundsberg estava provisoriamente batendo a infantaria pesada suíça que lhe excedia em número que lhe enfrentava; Tiercelin e Flourance não haviam conseguido se unir às suas tropas, e os franceses começaram a fugir do campo de batalha.

### Desfecho

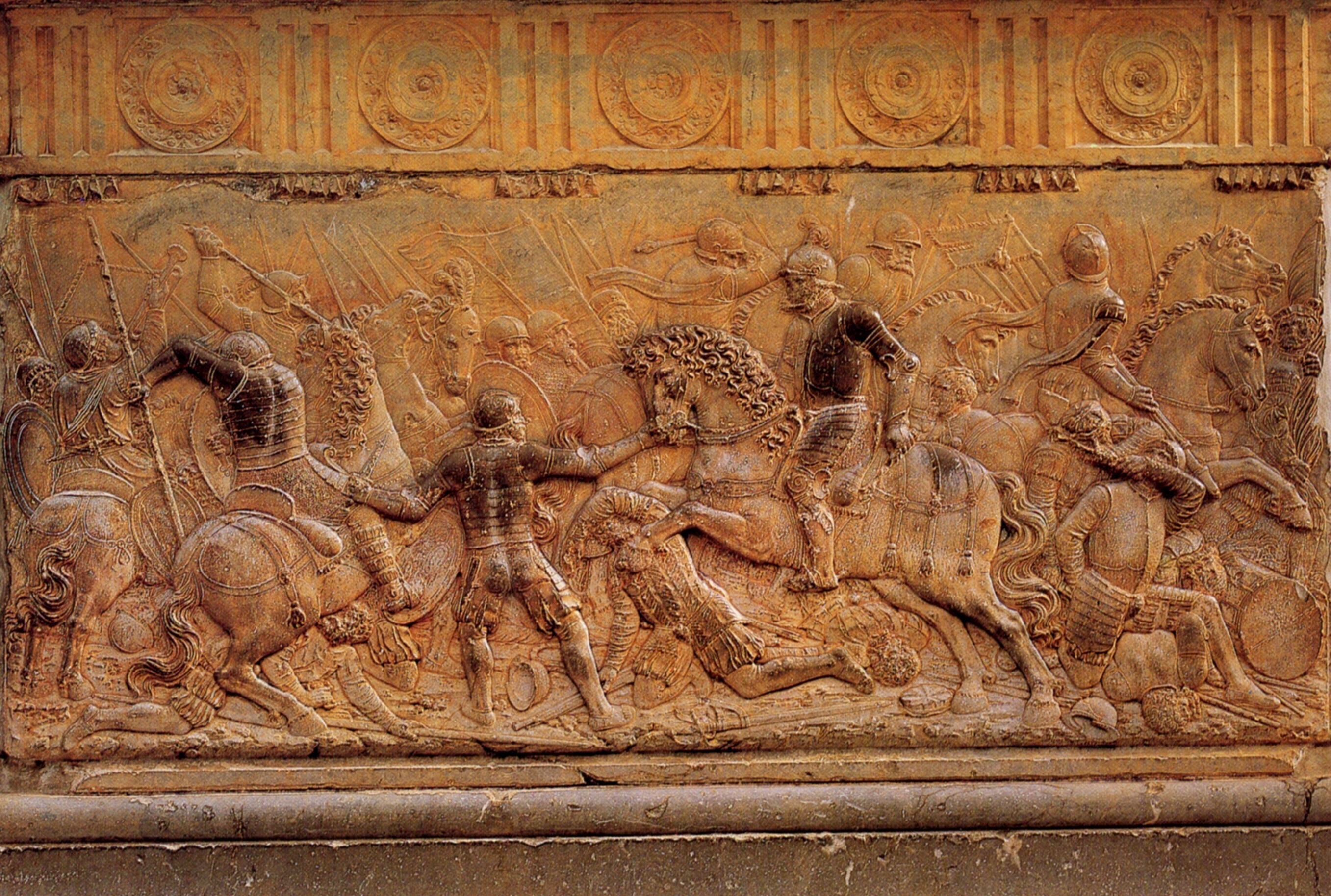
Batalha de Pavia
Juan de Orea

Às oito horas o grupo de piqueiros e aracabuzeiros imperiais caem sobre a cavalaria francesa por todos os lados. Precisando de espaço para manobrar junto aos bosques, os gendarmes foram cercados e sistematicamente mortos. Suffolk e Lorraine, avançando para auxiliar o rei, foram atacados pelos lansquenetes de Frundsberg, que chegavam; a infantaria francesa estava dividida e derrotada, Richard de la Pole e Lorraine foram ambos mortos. Uma luta particularmente acerba foi travada entre os lansquenês a serviço do seu imperador e os renegados da Banda Negra, que foram cercados pelos piqueiros de Frundsberg, e todos exterminados. O rei dos franceses lutava sobre seu cavalo, e até mesmo este foi morto, pelo condottiero Cesare Hercolani; cercado por arcabuzeiros, foi feito prisioneiro e levado sob escolta para fora do campo. Os fatos exatos da rendição de Francisco — em particular sobre quem o tenha feito prisioneiro — é incerta, havendo uma variedade de personagens como Alonso Pita da Veiga e o próprio Lannoy indicados por diversos historiadores.
Enquanto isso, Antônio de Leyva saíra com a guarnição, perseguindo os três mil suíços sob comando de Montmorency que estavam na linha do cerco. As tropas suíças — bem como os comandantes Montmorency e Flourance — tentaram fugir pelo rio, sofrendo com isso volumosas baixas. A retarguarda francesa, sob comando do Duque de Alençon, não havia tomado parte da batalha; quando este percebeu o que havia ocorrido no acampamento, rapidamente retirou-se para Milão. Às nove horas da manhã a batalha já havia terminado.

## Resultados
A derrota francesa foi decisiva. Além do rei, vários nobres (incluindo os principais Montmorency e Flourance) foram capturados; um número ainda maior — entre eles Bonnivet, Le Tremoille, La Palice, Suffolk e Lorraine — foram mortos na luta. Francisco foi levado preso à fortaleza de Pizzighettone, onde escreveu uma famosa carta à sua mãe, que ficara como regente, dizendo:
| “ | Para informar-te de como vão ocorrendo-me as desgraças, tudo está perdido, menos a honra e a vida, que estão a salvo | ” |

Logo depois soube que o Duque de Albany havia perdido a maior parte de seu exército por atritos e deserções, e tinha retornado à França sem jamais ter chegado em Nápoles. O remanescente das alquebradas tropas francesas, fora uma pequena guarnição que partira para guardar o Castelo Sforzesco em Milão, retirou-se pelos Alpes sob o comando de Charles IV de Alençon, alcançando Lião em março.